# خوک (فیلم ۲۰۲۱)
خوک (به انگلیسی: pig) یک فیلم سینمایی آمریکایی در ژانر درام و دلهره‌آور به کارگردانی مایکل سارنوسکی و با بازی نیکلاس کیج، الکس وولف، آدام آرکین و گرچن کوربت است. 

## موضوع
داستان فیلم خوک، درباره یک سرآشپز است که به نحوی از زندگی قبلی خود فاصله گرفته است و تنها در جنگل‌های اورگان زندگی می‌کند. وقتی که خوک دوست‌داشتنی‌اش دزدیده می‌شود، او مجبور می‌شود برای نجات دادن خوکش، با گذشته خود روبرو شود.

## داستان
رابین «راب» فلد، یک شکارچی منزوی قارچ دنبلان است که زمانی سرآشپز مشهوری در پورتلند، اورگن بود. او در کلبه‌ای دورافتاده در جنگل‌های اورگن زندگی می‌کند و با کمک خوک گران‌قدرش که برای جست‌وجوی دنبلان تربیت شده، به جمع‌آوری این قارچ‌ها می‌پردازد. راب دنبلان‌ها را به‌طور انحصاری به امیر می‌فروشد، جوانی بی‌تجربه که تأمین‌کنندهٔ مواد اولیهٔ لوکس برای رستوران‌های سطح بالا است.
شبی، افراد ناشناسی به راب حمله می‌کنند و خوکش را می‌دزدند. راب با امیر تماس می‌گیرد و با کمک او، به سراغ دو معتاد ژولیده می‌روند که یکی از دنبلان‌جویان محلی مظنونشان می‌داند. آن‌ها ادعا می‌کنند که خوک به پورتلند منتقل شده است.
پس از آنکه دوست قدیمی‌اش ادگار از کمک خودداری می‌کند، راب امیر را به یک باشگاه زیرزمینی مبارزه در میان کارکنان رستوران‌ها می‌برد، که در زیر هتل متروکهٔ پورتلند برگزار می‌شود، و می‌گوید برخی نام‌ها در آنجا اعتبار دارند. راب خودش را به جمع معرفی می‌کند و در ازای دریافت اطلاعات از سوی ادگار، اجازه می‌دهد یکی از گارسون‌ها او را تا سرحد بی‌هوشی کتک بزند.
صبح روز بعد، امیر که از هویت واقعی راب شگفت‌زده شده، فاش می‌کند که والدینش ازدواجی بسیار تلخ داشته‌اند و تنها خاطرهٔ خوشش، شبی بوده که در رستوران راب شام خورده‌اند، پیش از آنکه مادرش خودکشی کند. راب از امیر می‌خواهد که برایشان در رستوران امروزی و مشهور «یوری‌دیس» که پدر امیر با آن کار می‌کند، میز رزرو کند. راب سپس به خانه‌ای سر می‌زند که زمانی با همسرش لوری در آن زندگی می‌کردند، زنی که مرگش باعث شد راب به جنگل پناه ببرد.
در رستوران یوری‌دیس، راب می‌خواهد با سرآشپزش، درک، دیدار کند؛ کسی که زمانی در رستوران خود راب کمک‌آشپز بود. راب با زبانی صریح اما دلسوزانه، درک را به خاطر راه‌اندازی یک رستوران امروزی به‌جای مهمانخانه‌ای که همیشه آرزویش را داشت، سرزنش می‌کند. درک که با یادآوری رؤیاهای گذشته‌اش دچار احساسات می‌شود، اعتراف می‌کند که دزدی خوک کار پدر امیر، داریوس، بوده؛ کسی که از وجود خوک از طریق امیر باخبر شده بود. راب که خشمگین شده، همکاری‌اش با امیر را قطع می‌کند و به خانهٔ داریوس می‌رود. داریوس به او ۲۵ هزار دلار پیشنهاد می‌دهد تا از پیگیری دست بردارد و تهدید می‌کند که اگر ادامه دهد، خوک را خواهد کشت.
راب می‌رود و می‌بیند که امیر بیرون خانه منتظر اوست. امیر که تازه از مرکز مراقبت از مادرش (که برخلاف تصور هنوز زنده است) بیرون آمده، با راب گفت‌وگو می‌کند. راب اعتراف می‌کند که برای یافتن دنبلان به خوکش نیاز ندارد، چون درخت‌ها به او می‌گویند که کجا باید بگردد؛ او فقط به‌خاطر علاقه‌اش به خوک، به‌دنبال اوست. سپس فهرستی به امیر می‌دهد و از او می‌خواهد با استفاده از نام راب، آن وسایل را تهیه کند.
راب به نانوای قدیمی‌اش سر می‌زند و یک بگت نمک‌دار و چند شیرینی می‌گیرد که آن‌ها را با امیر شریک می‌شود، و سپس به خانهٔ داریوس بازمی‌گردند. راب امیر را راهنمایی می‌کند تا همان غذایی را برای داریوس آماده کنند که سال‌ها پیش راب برای او و همسرش پخته بود، همراه با شرابی کمیاب از مجموعهٔ شخصی راب که امیر آن را از زنی گرفته که نگهبان مقبرهٔ خاکستر لوری است.
سه مرد کنار هم پشت میز می‌نشینند، با وجود مقاومت داریوس. داریوس با چشمانی پر از اشک، پس از چند لقمه، میز را ترک می‌کند. راب او را دنبال می‌کند و با او روبه‌رو می‌شود. داریوس می‌پرسد که چرا این کار را می‌کند، و راب پاسخ می‌دهد که او همهٔ وعده‌هایی را که پخته و همهٔ کسانی را که خدمت کرده، به خاطر می‌آورد. داریوس با گریه اعتراف می‌کند که آن معتادهایی که برای دزدی اجیر کرده بود، بد با خوک رفتار کردند و باعث مرگش شدند. راب با شنیدن این حرف فرو می‌ریزد و امیر، که پشیمان شده، او را به یک غذاخوری در نزدیکی خانه‌اش در جنگل می‌رساند. با وجود حماقت‌های امیر، راب به او می‌گوید که هفتهٔ آینده پنج‌شنبه او را خواهد دید.
راب به جنگل بازمی‌گردد، صورت خون‌آلودش را در دریاچه می‌شوید و به کلبه‌اش بازمی‌گردد تا نواری را گوش کند که لوری در آن، ترانهٔ "I’m on Fire" از بروس اسپرینگستین را برای تولد راب خوانده است.

## فیلمبرداری
فیلمبرداری اصلی از تاریخ ۲۳ سپتامبر ۲۰۱۹  در پورتلند، اورگن آغاز شد.